# Bačevina
Bačevina (cirill betűkkel Бачевина) egy falu Szerbiában, a Jablanicai körzetben, Lebane községben.

## Népesség
- 1948-ban 478 lakosa volt.
- 1953-ban 485 lakosa volt.
- 1961-ben 473 lakosa volt.
- 1971-ben 454 lakosa volt.
- 1981-ben 390 lakosa volt.
- 1991-ben 311 lakosa volt
- 2002-ben 214 lakosa volt,[1] akik közül 211 szerb (98,59%), 2 ismeretlen.[2]